# 索尔坦
索尔坦（法語：Saultain，法語發音：[soltɛ̃]）是法国上法兰西大区诺尔省的一个市镇，位于该省东部，属于瓦朗谢讷区，也是瓦朗谢讷城市公共社区的一部分，位于瓦朗谢讷市区东南。

## 地理
索尔坦（50°20'16"N, 3°34'34"E）面积6.45 平方千米，位于法国上法蘭西大區北部省，该省份为法国最北部的省份及最长的省份，西北濒北海，西接加来海峡省，南至埃纳省和索姆省，东与比利时接壤。
与索尔坦接壤的市镇（或旧市镇、城区）包括：埃特勒、欧努瓦莱瓦朗谢讷、屈尔日、马尔利、普雷佐。
索尔坦的时区为UTC+01:00、UTC+02:00（夏令时）。

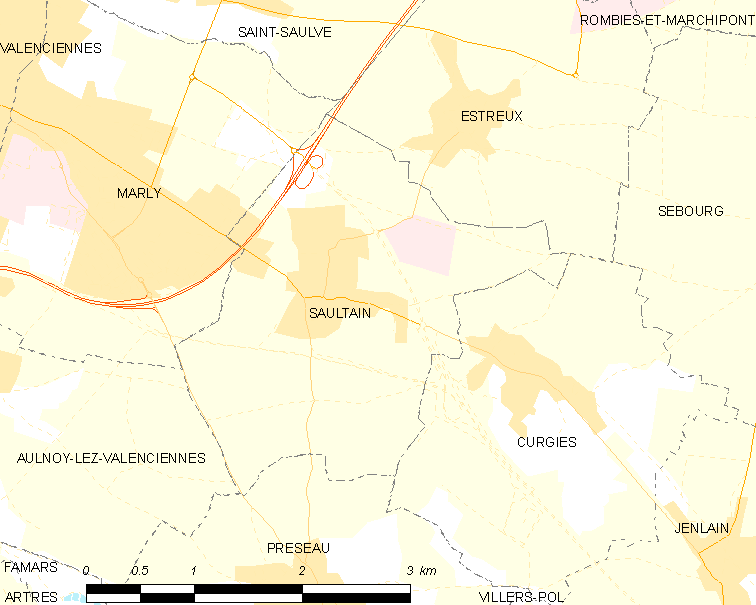
索尔坦的OSM定位图

## 行政
索尔坦的邮政编码为59990，INSEE市镇编码为59557。

## 政治
索尔坦所属的省级选区为马尔利县。

## 人口

1962-2008年间索尔坦人口变化图示

索尔坦于2022年1月1日时的人口数量为2526人。